# Alexandr Vlasov
Alexandr Anatoljevič Vlasov (* 23. dubna 1996) je ruský profesionální silniční cyklista jezdící za UCI WorldTeam Red Bull–Bora–Hansgrohe.

## Kariéra
V říjnu 2020 byl jmenován na startovní listině Gira d'Italia 2020 a Vuelty a España 2020, kterou dokončil na celkovém 11. místě. V roce 2021 získal 2. místo celkově na Paříž–Nice a 4. místo celkově na Giru d'Italia 2021.

## Hlavní výsledky
2014
GP Général Patton
 celkový vítěz
vítěz 2. etapy
2015
3. místo Coppa della Pace
2016
6. místo GP Capodarco
9. místo Giro del Medio Brenta
2017
Gran Premio Sportivi di Poggiana
Giro della Valle d'Aosta
9. místo celkově
9. místo Piccolo Giro di Lombardia
9. místo Trofeo Città di San Vendemiano
2017
Giro Ciclistico d'Italia
 celkový vítěz
Toscana-Terra di Ciclismo
2. místo celkově
 vítěz vrchařské soutěže
vítěz 2. etapy
Sibiu Cycling Tour
3. místo celkově
Tour de l'Avenir
4. místo celkově
6. místo Giro del Belvedere
2019
Národní šampionát
 vítěz silničního závodu
Kolem Almaty
2. místo celkově
Kolem Slovinska
3. místo celkově
 vítěz vrchařské soutěže
Vuelta Asturias
3. místo celkové
Giro di Sicilia
4. místo celkově
Kolem Rakouska
5. místo celkově
vítěz 6. etapy
Vuelta a Andalucía
8. místo celkově
Settimana Internazionale di Coppi e Bartali
8. místo celkově
9. místo Coppa Ugo Agostoni
Tour of the Alps
10. místo celkově
2020
vítěz Giro dell'Emilia
vítěz Mont Ventoux Dénivelé Challenge
Tour de La Provence
2. místo celkově
 vítěz soutěže mladých jezdců
vítěz 2. etapy
3. místo Il Lombardia
Route d'Occitanie
3. místo celkově
4. místo Gran Piemonte
Tirreno–Adriatico
5. místo celkově
 vítěz soutěže mladých jezdců
2021
Národní šampionát
 vítěz časovky
Paříž–Nice
2. místo celkově
 vítěz soutěže mladých jezdců
Tour of the Alps
3. místo celkově
Giro d'Italia
4. místo celkově
6. místo Faun-Ardèche Classic
Tour de La Provence
10. místo celkově
2022
Tour de Romandie
 celkový vítěz
vítěz 5. etapy (ITT)
Volta a la Comunitat Valenciana
 celkový vítěz
vítěz 3. etapy
Tour de Suisse
vítěz 5. etapy
2. místo GP Miguel Indurain
Kolem Baskicka
3. místo celkově
3. místo Valonský šíp
3. místo Trofeo Pollença – Port d'Andratx
UAE Tour
4. místo celkově
Tour de France
5. místo celkově
5. místo Coppa Sabatini

### Výsledky na etapových závodech
| Výsledky na Grand Tours        |      |      |      |      |      |
| Grand Tour                     | 2018 | 2019 | 2020 | 2021 | 2022 |
| Giro d'Italia                  | —    | —    | DNF  | 4    | —    |
| Tour de France                 | —    | —    | —    | —    | 5    |
| Vuelta a España                | —    | —    | 11   | DNF  | —    |
| Výsledky na etapových závodech |      |      |      |      |      |
| Závod                          | 2018 | 2019 | 2020 | 2021 | 2022 |
| Paříž–Nice                     | —    | —    | —    | 2    | DNF  |
| Tirreno–Adriatico              | 67   | —    | 5    | —    | —    |
| Volta a Catalunya              | —    | —    | NS   | —    | —    |
| Kolem Baskicka                 | —    | —    | NS   | —    | 3    |
| / Tour de Romandie             | —    | —    | NS   | —    | 1    |
| Critérium du Dauphiné          | —    | —    | —    | —    | —    |
| Tour de Suisse                 | —    | —    | NS   | —    | DNF  |

| —   | Nezúčastnil se |
| DNF | Nedokončil     |
| NS  | Nejelo se      |